# Шеверні (замок)

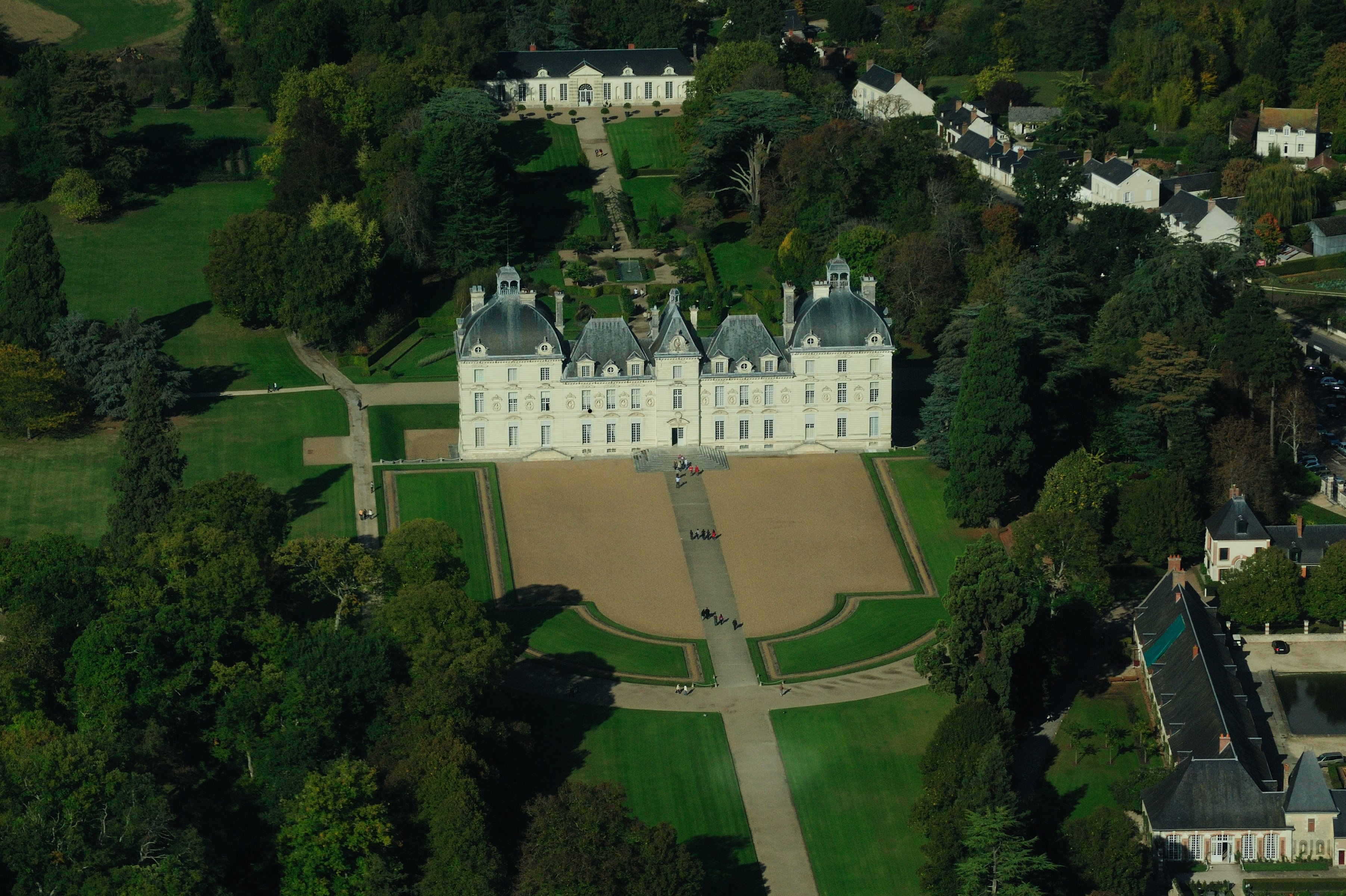
Замок Шеверні з гелікоптера

Замок Шеверні́ — один з королівських замків долини річки Луари у Франції, неподалік від замків Шамбор та Блуа.

## Трохи історії. Архітектор Жак Буйє де Блуа.
Місцевість і оселя понад 600 років належала родині Henry Hurault, графу Шеверні. Він був генерал-лейтенантом в армії короля Людовика ХІ і його казначеєм. Після побудови замку в XVII столітті той без змін дійшов до XXI століття, не постраждав навіть під час Французької революції 1789—1793 років. Відновлення і реставрації потребував лише регулярний сад. Будівництво тривало з 1620 по 1635 рік. Стиль замку відносять до раннього бароко короля Людовика XIII. Архітектор, що вів роботи, уславлений майстер Жак Бує (Жак Бує де Блуа, Бує де Блуа), що стажувався у Соломона де Бросса, автора Люксембурзького палацу в Парижі. Жак Бує також автор уславленого Отелю Сале в місті Париж, відомішого як Національний музей Пікассо.

## Високоякісна архітектура.
Архітектурна школа Франції — одна з сильніших і уславлених у світі. Протягом багатьох століть країна давала зразки стилю в готиці, романській архітектурі, в бароко, рококо, класицизмі, в новітніх стилях. Одним з прикладів архітектури високих мистецьких якостей стала і архітектура замку Шеверні.

## Садовий фасад

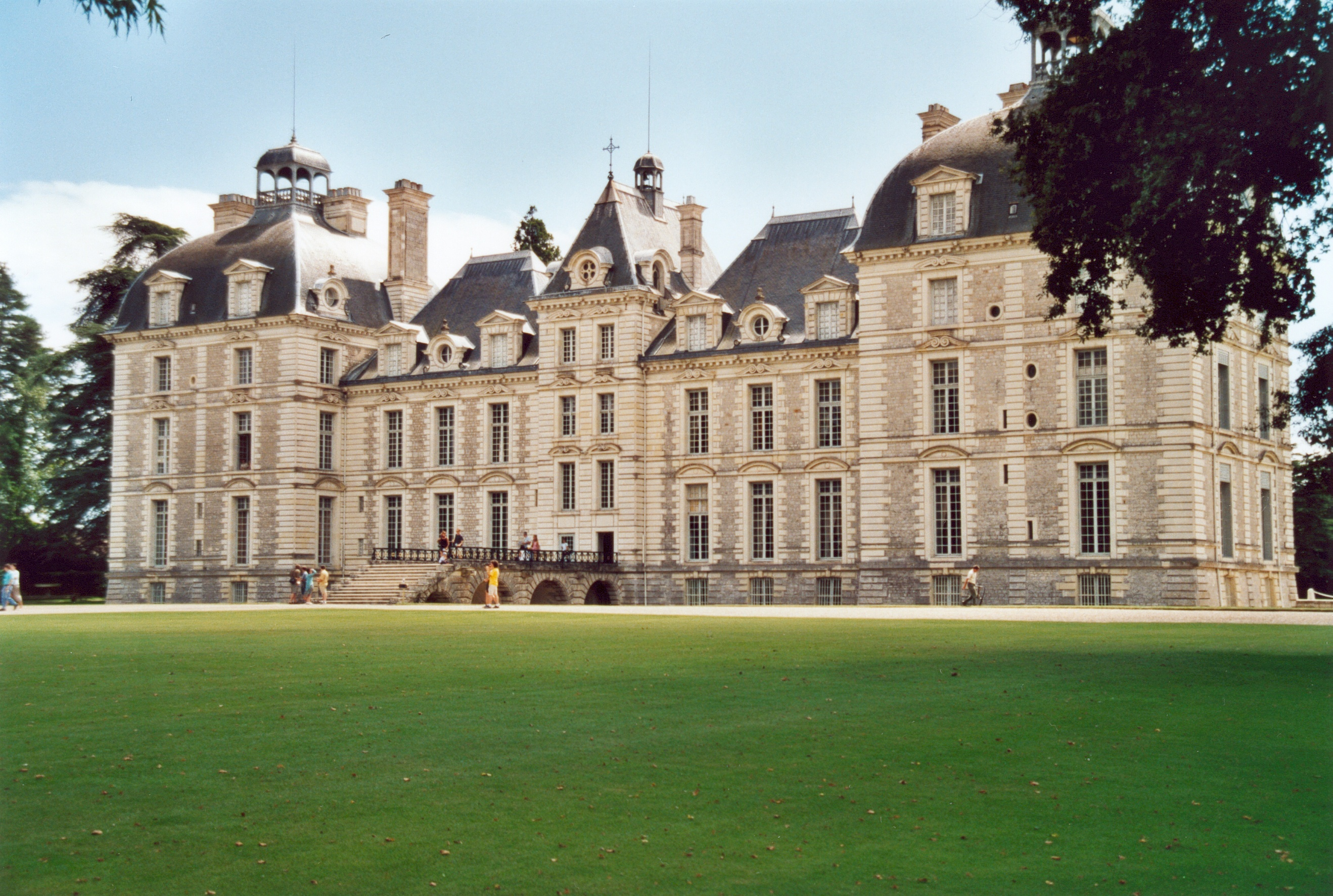
Замок Шеверні, північний фасад.

Він значно схожий на архітектуру попередніх будівель. Французька традиція відчувається в рясному використанні русту, мансардних вікон, окремих дахів для кожного архітектурного об'єму. Незважаючи на велич, фасад трохи дріб'язкий і плямистий, що йшло від французького середньовіччя. Красивими вважалися і декілька димарів, башт і башточок над дахами — все це має і замок Шеверні. XVII століття і талановитий Жак Бує де Блуа принесли в архітектуру повну симетрію, величні пропорції, систему в використанні одноманітних оздоб.

## Головний фасад

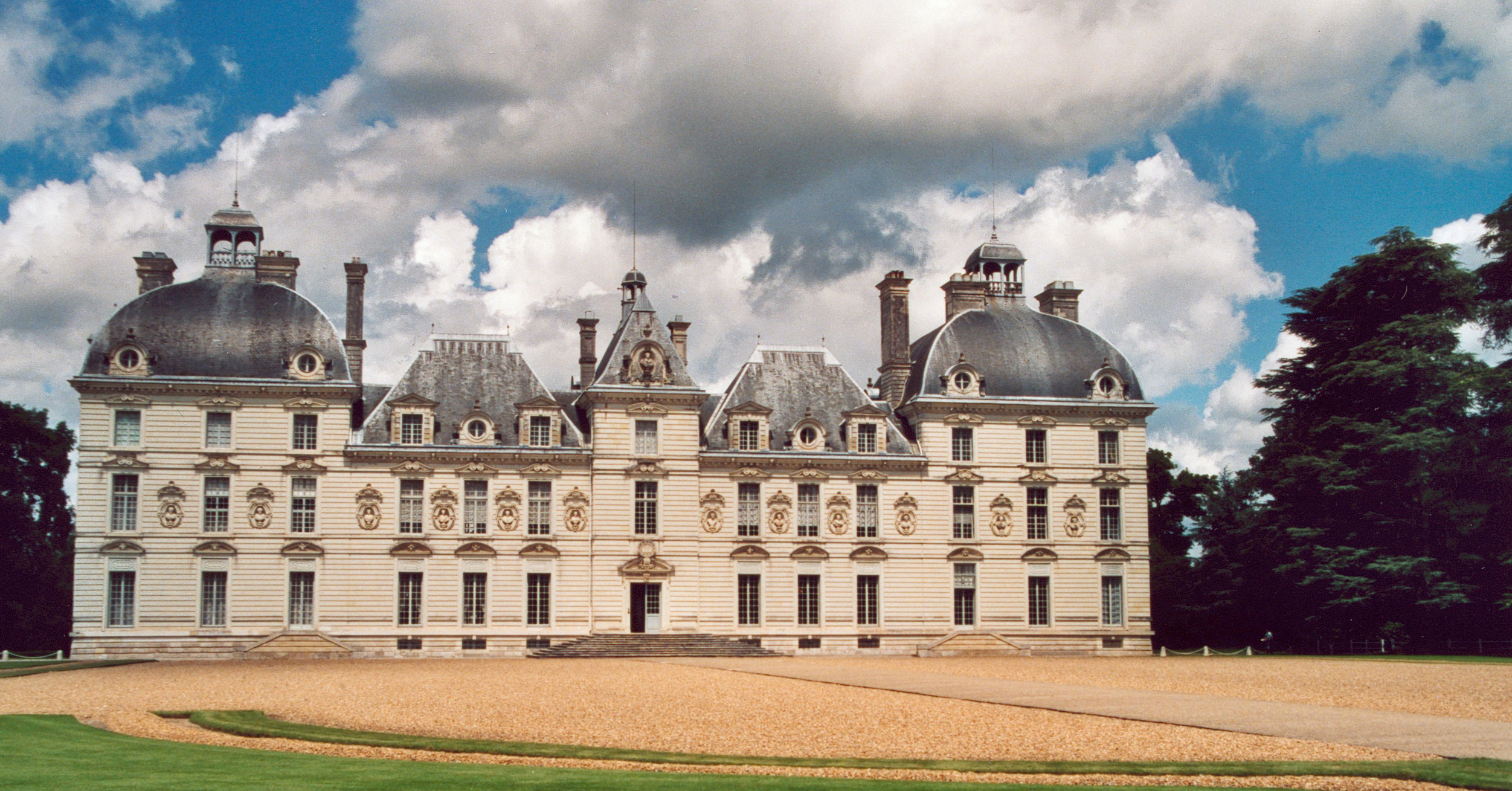
Головний фасад замку

Жак Бує навчався на будівнийцтві Люксембурзького палацу в Парижі. Тоді це було найновітнішим словом в архітектурі. Для замку Шеверні він і використав ту ж розбивку об'ємів, що й на фасаді палацу королеви Марії Медичі. Але як надзвичайно талановита особа, усе зробив по-своєму. На південному фасаді він повністю відмовився від використання наугольного русту, замінивши його горизонтальним дошкоподібним. Відмовився архітектор і від бічних ризалітів, хоча збережені три поверхи і великі дахи над ними. Жак лише трохи подав уперед центральний ризаліт, де був головний вхід у замок. Аби розбити одноманітність фасаду, у міжвіконні проміжки другого поверху він додав овальні ніші з бюстами, але однакові за розмірами і формами. Різноманітними залишились лише дахи, але їх форми повторювались відносно центральної осі фасаду. Так виникала нова архітектура Франції, елегантна, стримана в використанні оздоб, національна за забарвленням. Виникає уява про ансамбль на фасаді. Пізніше в ансамбль підключать і призамковий регулярний сад, геометричний, стриманий і елегантний, як і замкова архітектура.
В архітектурі Франції 1-ї половини XVII століття лише два архітектори так повно і могутньо відчували силу і красу ансамблю в будівлі —  це Франсуа Мансар і маловідомий широкому загалу Жак Бує де Блуа.
Замок і досі в приватній власності. З 1922 р. його відкрито для відвідин.

## Інтер'єри замку Шеверні

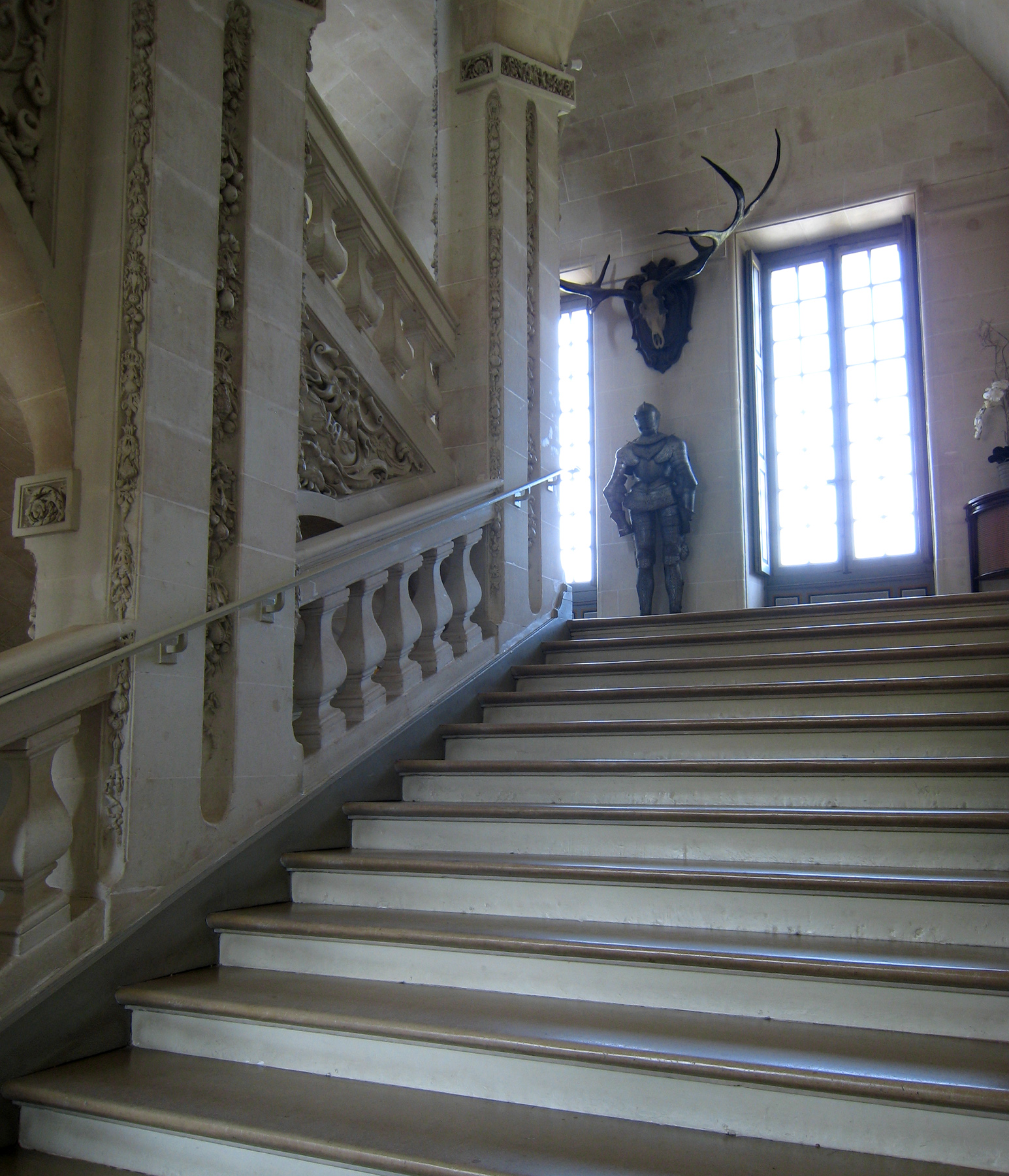
Парадні сходинки
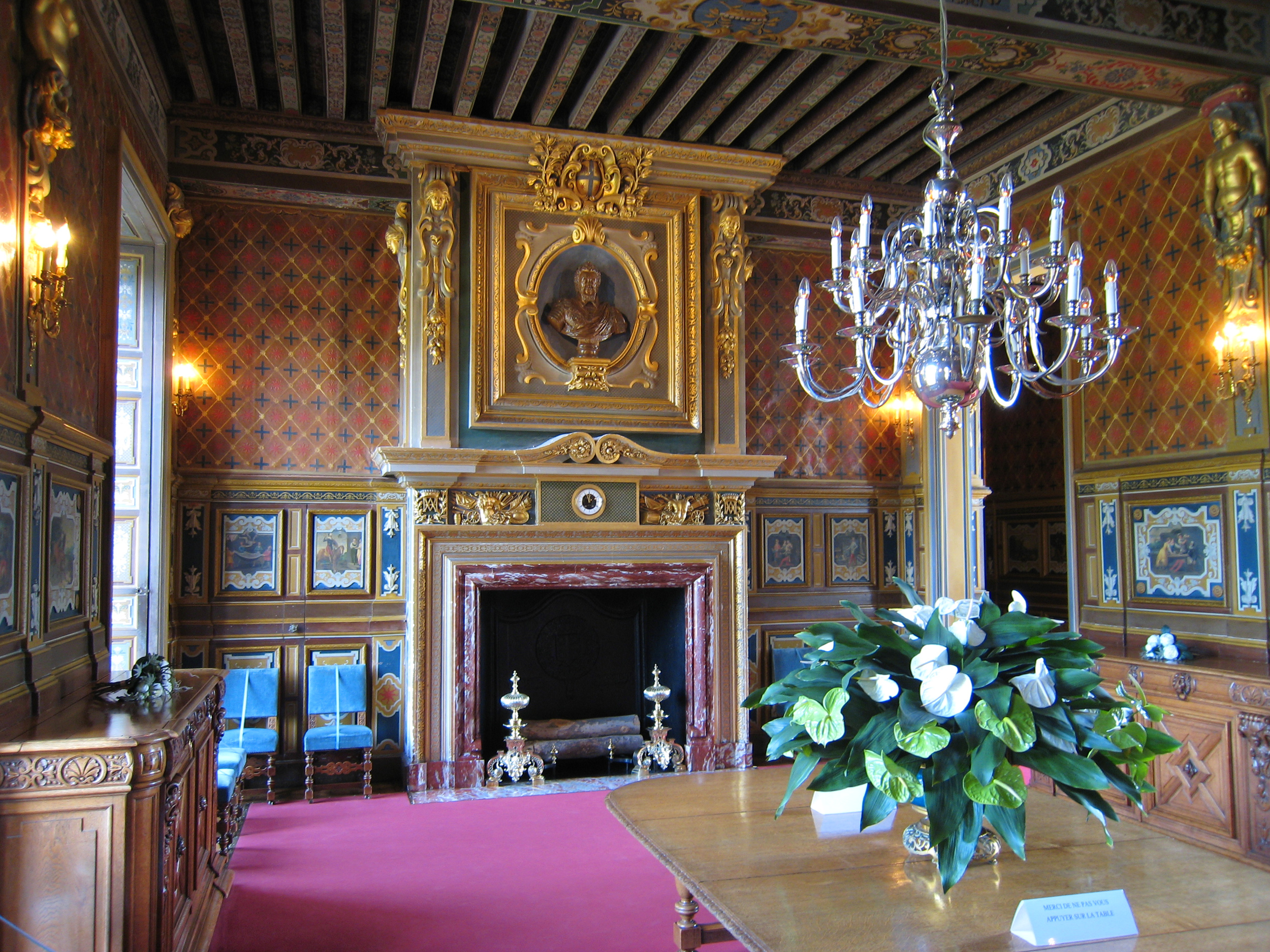
Їдальня замку Шеверні
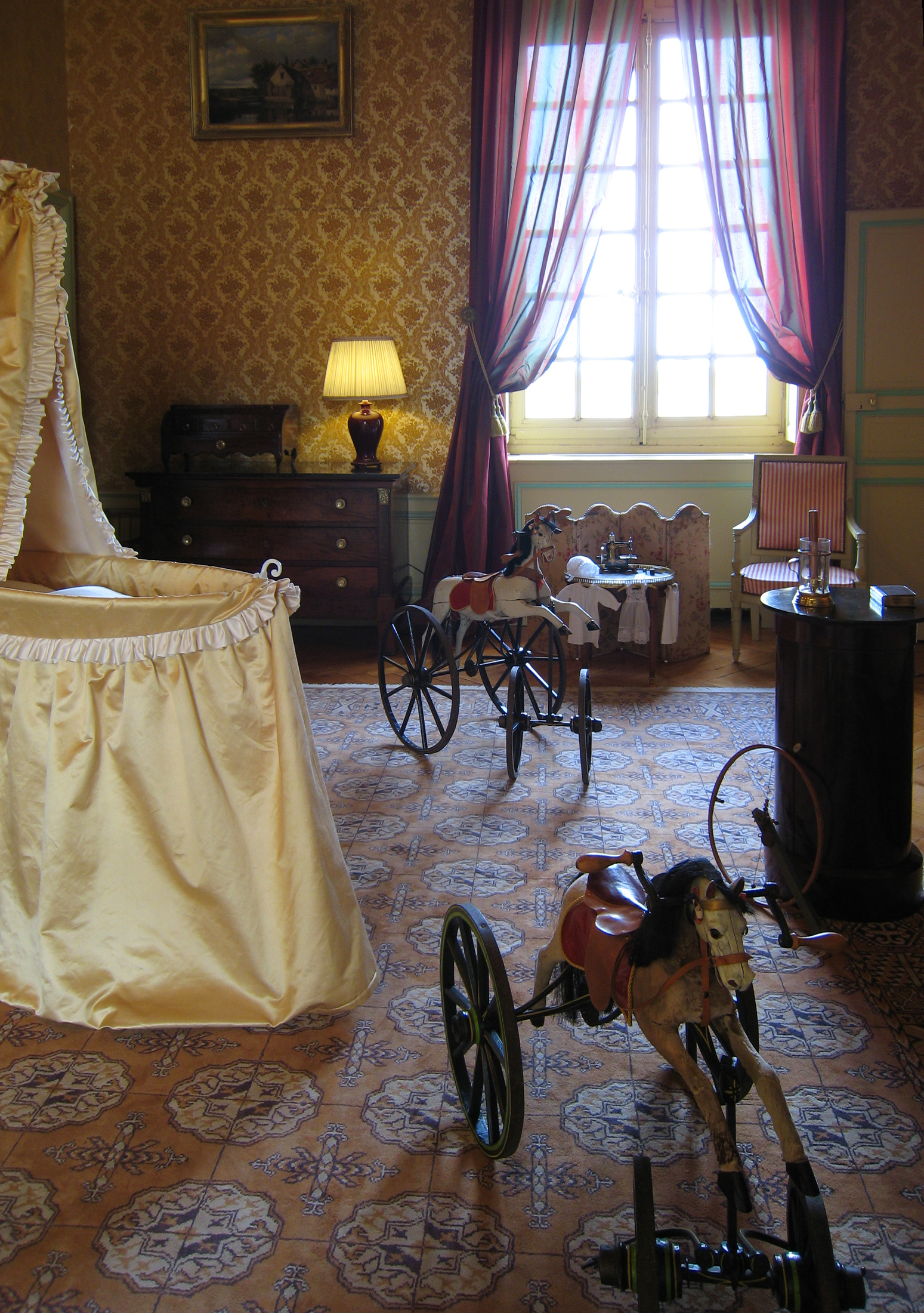
Кімната для дітей
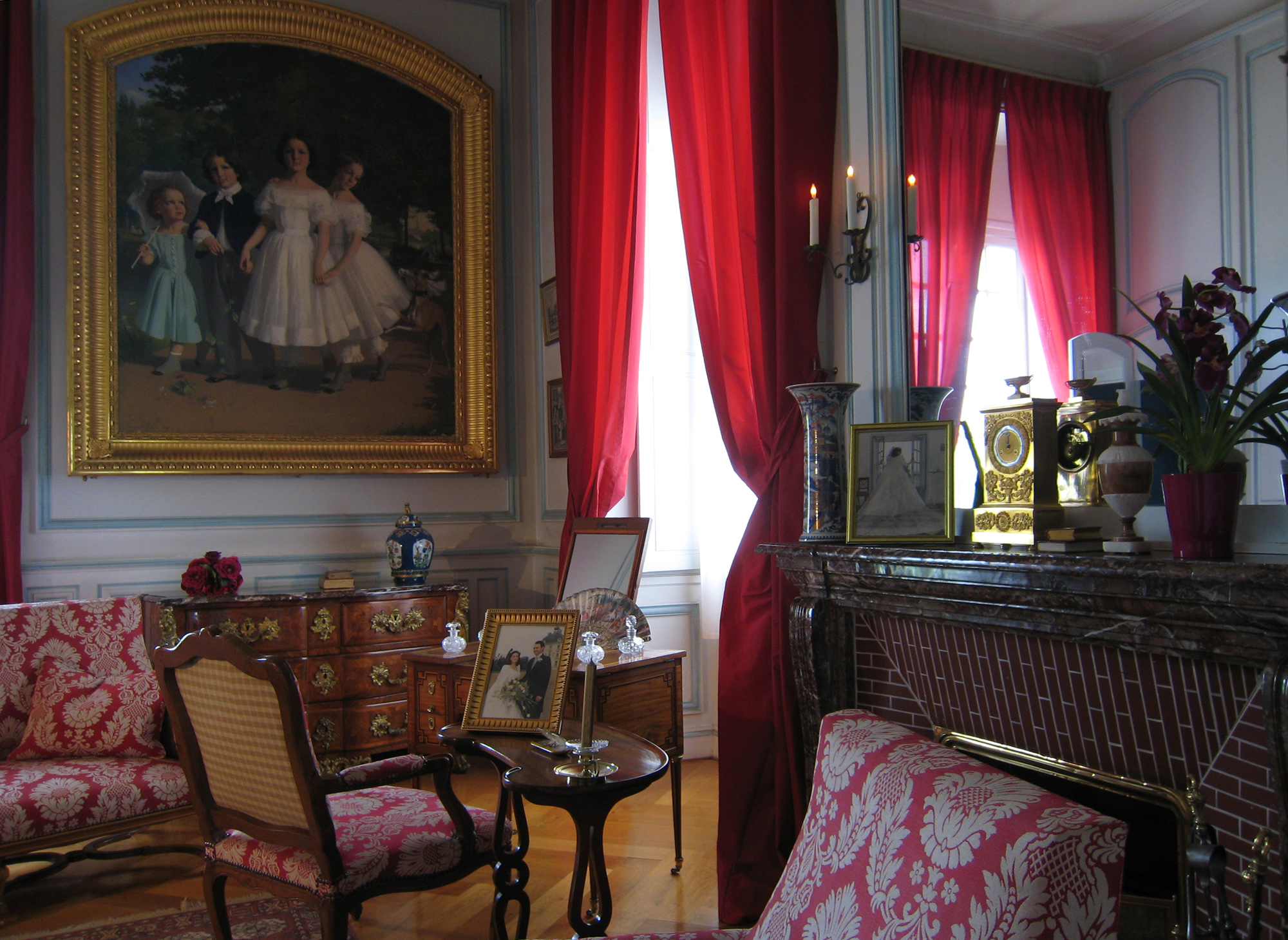
Кімната дружини
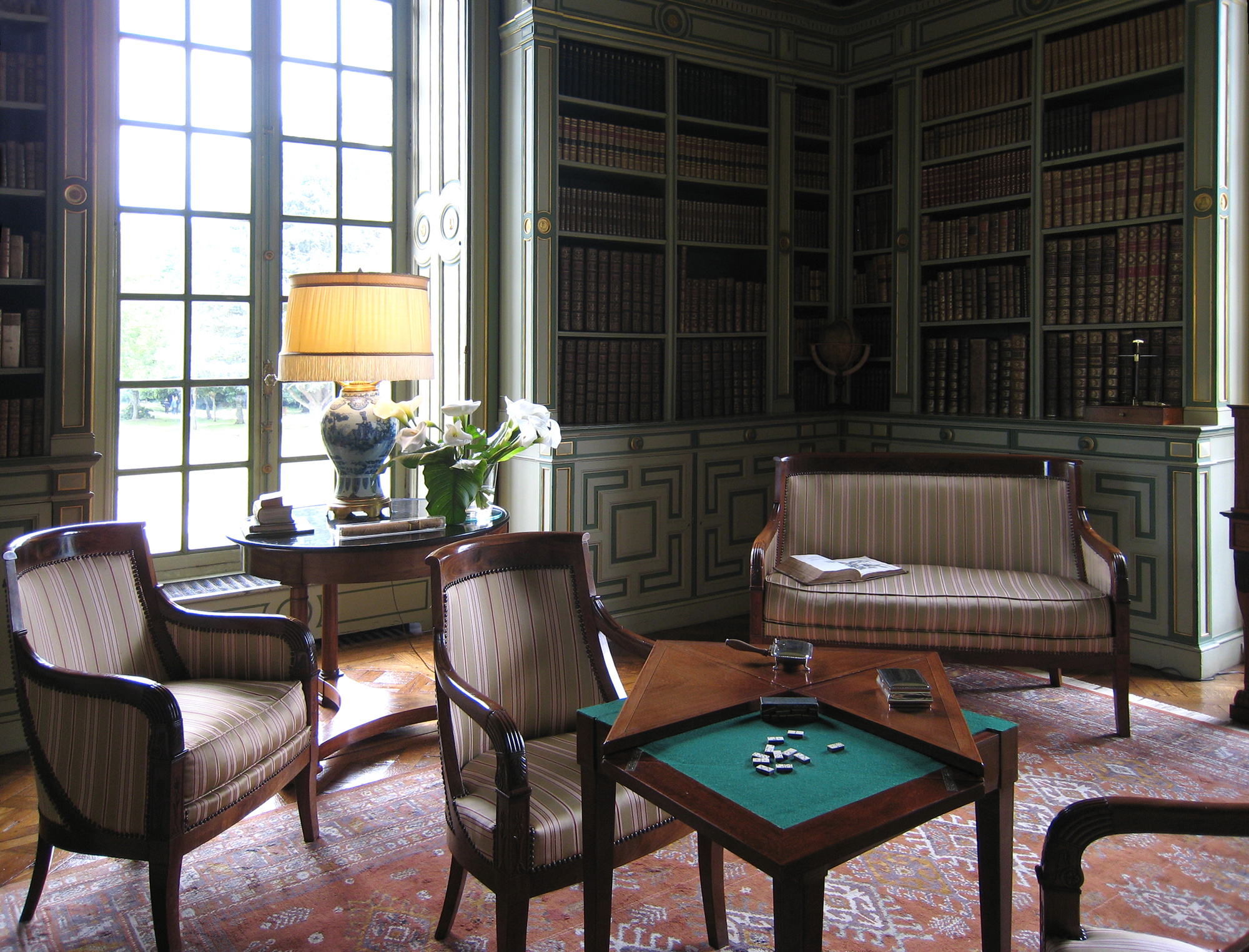
Бібліотека замку Шеверні
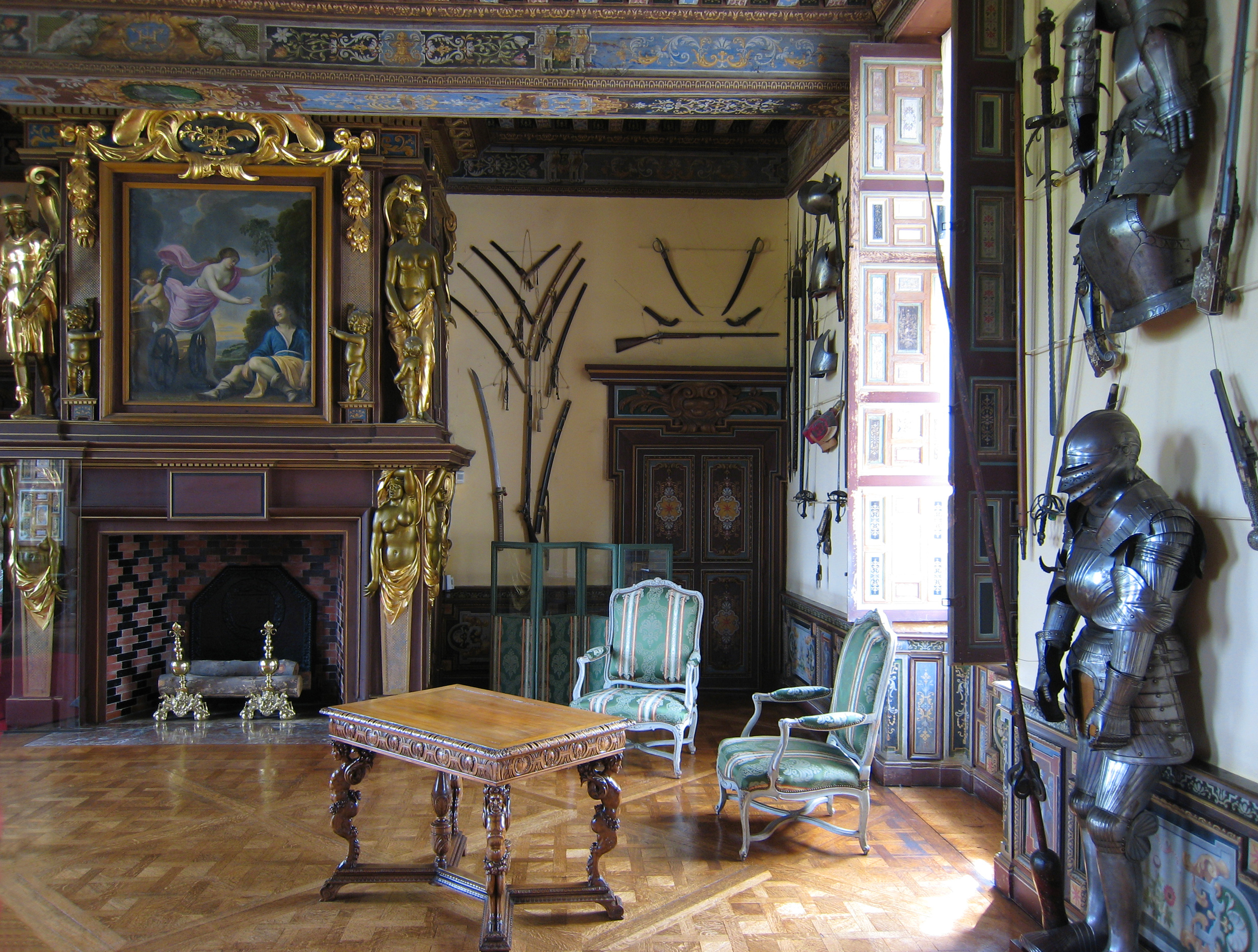
Кімната зі зброєю.
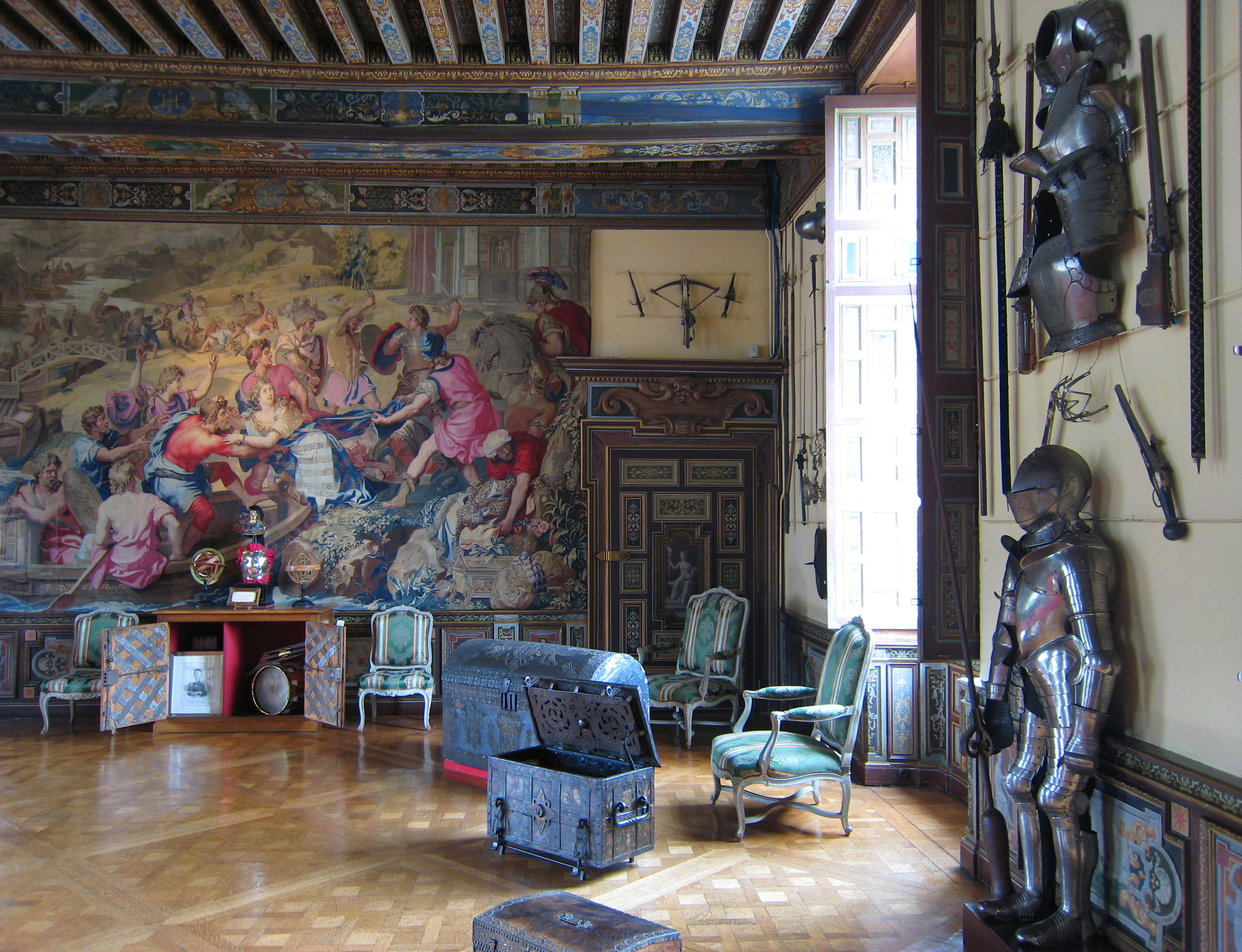
Гобелен в кімнаті зі зброєю.
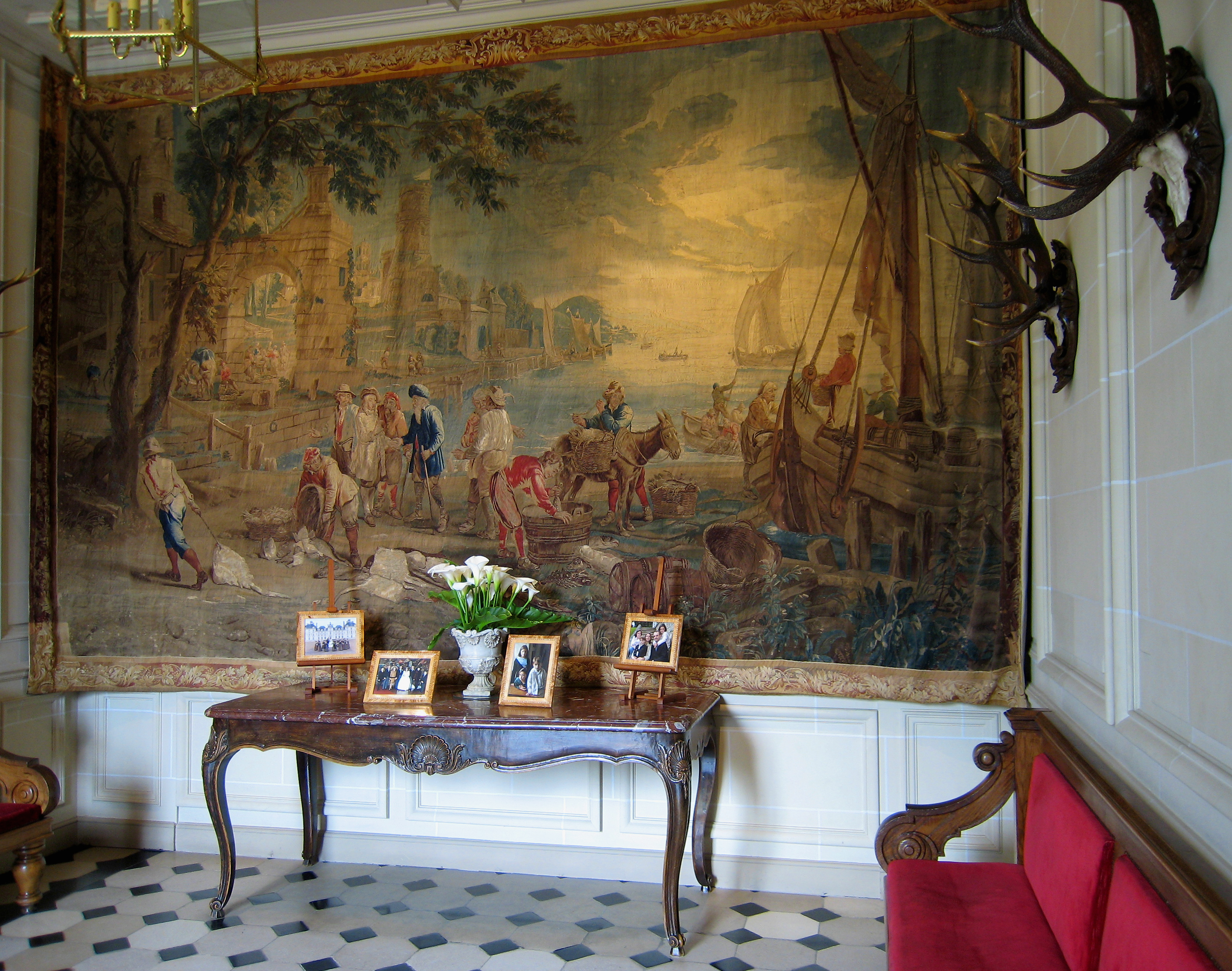
Гобелен «Повернення риболова»